# Winnipeg Jets
Winnipeg Jets je hokejaški klub iz Winnipega u kanadskoj pokrajini Manitobi.
Pridružio se NHL ligi od sezone 2011./2012.

Domaće klizalište:
- MTS Centre

Klupske boje:
plava, bijela i siva

## Vanjske poveznice
- Službene stranice  Arhivirana inačica izvorne stranice od 25. prosinca 2014. (Wayback Machine)